# После бала (балет)
«После бала» — балет в двух частях, поставленный на основе одноимённого рассказа Л. Толстого. Либретто О. Дадишкилиани. Композитор — Генрих Вагнер.

## История
Премьера балета состоялась в Минске 22 апреля 1971 года.
Партию Девушки исполнила народная артистка БССР Клара Николаевна Малышева, а партию Юноши — Юрий Антонович Троян.

## Действующие лица
- Юноша
- Девушка
- Полковник — отец девушки[2]
- Цыганка
- Незнакомка
- Коломбина
- Солдат
- Петрушка
- Татарин[5]

## Либретто
Петербург. Начало XIX века. Юноша был на балу. Там он познакомился с прекрасной девушкой, которую сопровождал её отец — Полковник, с виду добрый и милый человек. В сознании юноши вновь проносится музыка и воспоминания о танце с Девушкой, которая стала ему дороже всех. Юноша и Девушка вместе танцуют вальс, а затем отец танцует с Девушкой мазурку. Юноше досадно, что сейчас не он танцует с ней, но затем он с восторгом понимает, как грациозно танцуют Девушка и её Отец и как тот трогательно относится к ней. Юноша чувствует себя счастливым, не может уснуть, гуляет по ночному Петербургу, думая о своей возлюбленной. Ему мерещится Девушка, но потом он понимает, что это Цыганка. В предрассветный час он видит фигуры солдат, слышит дробь барабанов. Строй солдат движется в сторону Юноши, он узнает в их командире отца Девушки. Юноша понимает, что происходит казнь, и руководит этим Полковник. Этот человек теперь не выглядит добрым и милым, он жестокий и властный. Он контролирует, чтобы солдаты со всей силы били шпицрутенами полуживого Татарина. Юноша бежит к Полковнику и просит его остановить казнь, но тот неумолим. Он не хочет узнавать Юношу. Юноша падает, казнь совершена. Герой тщетно пытается вспомнить образ своей возлюбленной, но теперь она напоминает ему только о её жестоком отце.